# مقاطعة ويتلي (كنتاكي)
مقاطعة ويتلي (بالإنجليزية: Whitley County, Kentucky)‏ هي إحدى مقاطعات ولاية كنتاكي في الولايات المتحدة. تأسست سنة 1818، بلغ عدد سكانها 35637 نسمة في عام 2010 حسب إحصاء مكتب تعداد الولايات المتحدة .

## أعلام
- جوردن سميث
- بي. إف. شيلتون
- جوزيف الكسندر كوبر

## وصلات خارجية
- www.whitleycountyfiscalcourt.com
- United States Counties